# Фрето де Сен-Жюст, Эммануэль Мари Мишель Филипп
Эммануэль Мари Мишель Филипп Фрето де Сен-Жюст (фр. Emmanuel Marie Michel Philippe Fréteau de Saint-Just; 28 марта 1745, Во-ле-Пениль, Франция — 14 июня 1794, Париж, Франция) — французский политик.

## Биография
Эммануэль Мари Мишель Филипп Фрето де Сен-Жюст 28 марта 1745 года в Во-ле-Пениле; из дворян. Уже в двадцатилетнем возрасте он стал членом парламента и немедленно высказался против канцлера Мопу. 
В 1787 году Фрето де Сен-Жюст участвовал в оппозиции против проектов Бриенна, был арестован и изгнан и вернулся в парламент лишь в 1788 году. 
В 1789 году был избран депутатом в Генеральные штаты. В учредительном собрании он примкнул к буржуазии и принимал деятельное участие во всех преобразованиях конституции. Искренно преданный королю, Фрето де Сен-Жюст считал, однако, неизбежным обновление государственного и общественного организма. 
Дважды учредительное собрание выбирало Фрето де Сен-Жюста в свои президенты. При введении нового судебного устройства, Фрето де Сен-Жюст был одним из первых судей, выбранных в Париже; но после падения монархии он вышел в отставку. 
В 1794 году Революционный клуб в Мелёне, считая его «подозрительным», привлек его к суду, и по приговору Революционного трибунала Эммануэль Мари Мишель Филипп Фрето де Сен-Жюст был казнён на гильотине 14 июня 1794 года в Париже.